# جزیره مارها
جزیره مارها (پرتغالی: Ilha da Queimada Grande) یک جزیره در خارج ساحل برزیل در اقیانوس اطلس است و در ۳۳ کیلومتری خلیج سائوپائولو قرار دارد. نام اصلی آن در زبان پرتغالی به معنی جزیره بزرگ سوخته شده می‌باشد و به صورت «ایله دا کی مادا گرنجی» تلفظ می‌شود. هر چند به‌طور کلی و اغلب تحت عنوان مشهور جزیره مارها شناخته می‌شود.
در حال حاضر این مکان جز مکان‌های ممنوعه است و به غیر از زیست شناسان و دانشمندها کسی حق ورود به این مکان را ندارد و هر سال بعضی از افراد برای تعمیر فانوس دریایی به این محل می‌روند.

## جغرافیا
وسعت این مکان به حدود ۴۳۰ هزار متر مربع (اندکی کم‌تر از نیم کیلومتر مربع) می‌رسد که در ارتفاع ۲۰۶ متری بالاتر از سطح دریا قرار گرفته‌است. دارای آب و هوایی معتدل و پوششی سبز مشابه جنگلهای انبوه می‌باشد که همین امر سبب شده مارها بتوانند با پنهان شدن در میان درختان و گیاهان طعمه‌های خود را غافل گیر کنند. این جزیره در حدود ۱۰۰ هزار سال پیش، با بالا آمدن سطح آب دریا از قاره آمریکا جدا شد و به همین دلیل، گونه‌هایی از مارها در آن گیر افتاده و همچنان به حیات خود ادامه می‌دهند. همین امر سبب شده‌است که این جزیره به یکی از مکان‌های ممنوعه تبدیل شود که گردشگران اجازه بازدید از آن نداشته و فقط محققان و تیم‌های تحقیقاتی برای جمع‌آوری داده‌های خود می‌توانند در این جزیره حضور داشته باشند.
بر اساس تحقیقات انجام شده حدود ۲۰۰۰ مار سمی در این جزیره زندگی می‌کنند که در میان آن‌ها افعی سرنیزه‌ای زرین و افعی گودال از همه سمی‌تر و خطرناک تر هستند و حدود ۹۰ درصد مرگ و میرهای حاصل از مارگزیدگی در برزیل به خاطر نیش زهر آلود این مارها بوده‌است. گفتنی است که سم این افعی ۳ تا ۵ برابر کشنده تر از نمونه مارهای دیگر می‌باشد. به گفته مردم محلی در هر یک متر مربع از آن ۱ تا ۵ مار زندگی می‌کند. منبع تغذیه اصلی این مارها پرندگان مهاجر هستند.